# Giro di Lombardia
Il Giro di Lombardia (ufficialmente Il Lombardia) è una corsa in linea maschile del ciclismo su strada professionistico (dal 2009 fa parte dell'UCI World Tour), che si svolge in Lombardia, ogni anno, nel mese di ottobre. Soprannominata La Classica delle foglie morte, è una delle cinque classiche monumento.

## Storia
Fu istituito nel 1905 su idea del giornalista Tullo Morgagni, si dice per dare l'opportunità a Pierino Albini di sfidare Giovanni Cuniolo e di prendersi la rivincita immediata dopo la sconfitta nella Coppa del Re.
In quella prima storica corsa si impose invece Giovanni Gerbi, che precedette di quaranta minuti Giovanni Rossignoli e Luigi Ganna.
Dal 1907 è organizzato da La Gazzetta dello Sport.

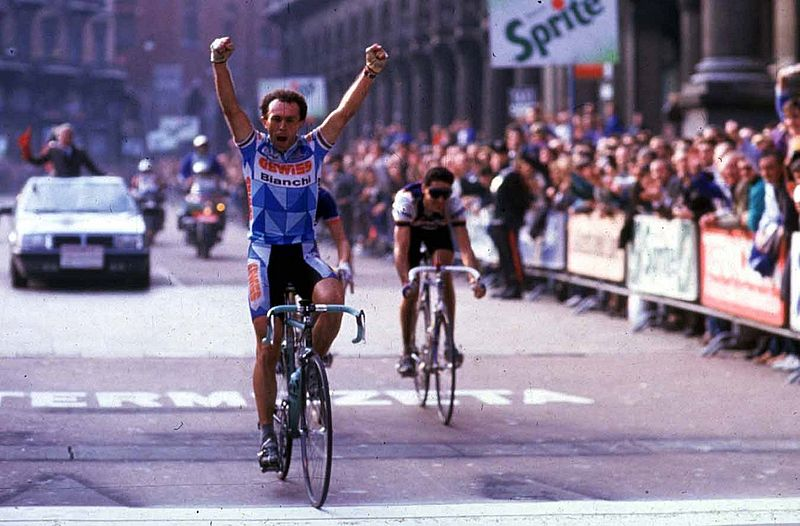
Il trionfo di Moreno Argentin nell'edizione del 1987

Per quasi settant'anni è stato chiamato il "Mondiale d'Autunno", in quanto i Campionati del mondo erano disputati alla fine dell'estate, tra agosto e settembre. In seguito alla decisione dell'UCI di rivoluzionare il calendario ciclistico internazionale (Giro d'Italia a maggio, Vuelta a España a settembre, Campionato del mondo a ottobre), il Lombardia ha perso questo suo particolare ruolo, anche se ha continuato a disputarsi dopo il campionato del mondo ad eccezione dell'edizione 2020 che venne disputata il 15 agosto a casa degli stravolgimenti del calendario UCI dovuti alla Pandemia di COVID-19. 
Il Giro di Lombardia ebbe la particolarità di non venir interrotto dalla prima guerra mondiale, ma lo fu nel 1943 e nel 1944 durante il secondo conflitto mondiale.
Fino alla stagione 2004 il Giro di Lombardia è stato l'appuntamento conclusivo della Coppa del mondo, mentre dalla stagione 2005 alla stagione 2007 è stato l'ultima prova del calendario circuito UCI ProTour.
Otto corridori hanno festeggiato la vittoria del Lombardia dopo essersi laureati campioni del mondo: Alfredo Binda nel 1931, Tom Simpson nel 1965, Eddy Merckx nel 1971, Felice Gimondi nel 1973, Giuseppe Saronni nel 1982, Oscar Camenzind nel 1998, Paolo Bettini nel 2006 (100ª edizione della corsa) e Tadej Pogačar nel 2024. Il plurivincitore della corsa è Fausto Coppi, con cinque affermazioni, seguito da Alfredo Binda e Tadej Pogačar con quattro e da Henri Pélissier, Costante Girardengo, Gaetano Belloni, Gino Bartali, Sean Kelly e Damiano Cunego con tre. Coppi e Pogačar sono inoltre gli unici due corridori ad aver vinto quattro edizioni consecutive della corsa; nel 1946, '47, '48 e '49 per il corridore italiano, 2021, '22, '23 e '24 per il corridore sloveno. Gino Bartali è colui che è salito più volte sul podio, nove: oltre ai tre successi, ha conquistato quattro secondi posti e due terzi.

## Percorso
Il percorso della corsa è cambiato molte volte nel corso degli anni, anche se il suo simbolo continua a rimanere il Ghisallo, famosissima salita affrontata per la prima volta nell'edizione del 1919, che parte da Bellagio, per arrivare all'omonima chiesetta della Madonna del Ghisallo, protettrice dei ciclisti. Altrettanto nota è la salita del Muro di Sormano, presente in alcune edizioni della corsa (dal 1960 al 1962, reintrodotta nel 2012 e di nuovo eliminata nel 2022). Punti di arrivo tradizionali sono stati Milano, Como (per la prima volta nel 1961), Monza e nei secondi anni '90 Bergamo. Dal 2004 al 2010 l'arrivo è tornato sul lungolago di Como, con l'asperità finale della Valfresca presso San Fermo della Battaglia posta a pochi chilometri dal traguardo. Dal 2011 al 2013 è stata proposta un'inedita sede d'arrivo, Lecco, mentre dal 2014 al 2024 le sedi di partenza e arrivo si sono alternate tra Bergamo e Como.
- 1905-1960 da Milano a Milano
- 1961-1976 da Milano a Como
- 1977 da Seveso a Como
- 1978-1982 da Milano a Como
- 1983 da Brescia a Como
- 1984 da Milano a Como
- 1985-1989 da Como a Milano (Nel 1985 arrivo al Velodromo Vigorelli; dal 1986 al 1987 arrivo in Piazza del Duomo, dal 1988 al 1989 in Corso Venezia)
- 1990-1994 da Monza a Monza
- 1995-2001 da Varese a Bergamo
- 2002 da Cantù a Bergamo
- 2003 da Como a Bergamo
- 2004-2006 da Mendrisio (Svizzera) a Como
- 2007-2009 da Varese a Como
- 2010 da Milano a Como
- 2011 da Milano a Lecco
- 2012-2013 da Bergamo a Lecco
- 2014 da Como a Bergamo
- 2015 da Bergamo a Como
- 2016 da Como a Bergamo
- 2017-2020 da Bergamo a Como
- 2021 da Como a Bergamo
- 2022 da Bergamo a Como
- 2023 da Como a Bergamo
- 2024 da Bergamo a Como

## Albo d'oro
Aggiornato all'edizione 2024.
| Anno    | Vincitore                                     | Secondo                                       | Terzo                                         |
| ------- | --------------------------------------------- | --------------------------------------------- | --------------------------------------------- |
| 1905    | Giovanni Gerbi                                | Giovanni Rossignoli                           | Luigi Ganna                                   |
| 1906    | Cesare Brambilla                              | Carlo Galetti                                 | Luigi Ganna                                   |
| 1907    | Gustave Garrigou                              | Ernesto Azzini                                | Luigi Ganna                                   |
| 1908    | François Faber                                | Luigi Ganna                                   | Giovanni Gerbi                                |
| 1909    | Giovanni Cuniolo                              | Omer Beaugendre                               | Louis Trousselier                             |
| 1910    | Giovanni Micheletto                           | Luigi Ganna                                   | Luigi Bailo                                   |
| 1911    | Henri Pélissier                               | Giovanni Micheletto                           | Cyrille Van Hauwaert                          |
| 1912    | Carlo Oriani                                  | Enrico Verde                                  | Maurice Brocco                                |
| 1913    | Henri Pélissier                               | Maurice Brocco                                | Marcel Godivier                               |
| 1914    | Lauro Bordin                                  | Giuseppe Azzini                               | Pierino Piacco                                |
| 1915    | Gaetano Belloni                               | Paride Ferrari                                | Gaetano Garavaglia                            |
| 1916    | Leopoldo Torricelli                           | Camillo Bertarelli                            | Alfredo Sivocci                               |
| 1917    | Philippe Thys                                 | Henri Pélissier                               | Leopoldo Torricelli                           |
| 1918    | Gaetano Belloni                               | Alfredo Sivocci                               | Carlo Galetti                                 |
| 1919    | Costante Girardengo                           | Gaetano Belloni                               | Heiri Suter                                   |
| 1920    | Henri Pélissier                               | Giovanni Brunero                              | Gaetano Belloni                               |
| 1921    | Costante Girardengo                           | Gaetano Belloni                               | Federico Gay                                  |
| 1922    | Costante Girardengo                           | Giuseppe Azzini                               | Bartolomeo Aymo                               |
| 1923    | Giovanni Brunero                              | Pietro Linari                                 | Federico Gay                                  |
| 1924    | Giovanni Brunero                              | Costante Girardengo                           | Pietro Linari                                 |
| 1925    | Alfredo Binda                                 | Battista Giuntelli                            | Ermanno Vallazza                              |
| 1926    | Alfredo Binda                                 | Antonio Negrini                               | Ermanno Vallazza                              |
| 1927    | Alfredo Binda                                 | Alfonso Piccin                                | Antonio Negrini                               |
| 1928    | Gaetano Belloni                               | Allegro Grandi                                | Pietro Fossati                                |
| 1929    | Pietro Fossati                                | Adriano Zanaga                                | Raffaele Di Paco                              |
| 1930    | Michele Mara                                  | Alfredo Binda                                 | Learco Guerra                                 |
| 1931    | Alfredo Binda                                 | Michele Mara                                  | Giovanni Firpo                                |
| 1932    | Antonio Negrini                               | Domenico Piemontesi                           | Remo Bertoni                                  |
| 1933    | Domenico Piemontesi                           | Luigi Barral                                  | Pietro Rimoldi                                |
| 1934    | Learco Guerra                                 | Mario Cipriani                                | Domenico Piemontesi                           |
| 1935    | Enrico Mollo                                  | Aldo Bini                                     | Gino Bartali                                  |
| 1936    | Gino Bartali                                  | Diego Marabelli                               | Luigi Barral                                  |
| 1937    | Aldo Bini                                     | Gino Bartali                                  | Aimone Landi                                  |
| 1938    | Cino Cinelli                                  | Gino Bartali                                  | Osvaldo Bailo                                 |
| 1939    | Gino Bartali                                  | Adolfo Leoni                                  | Salvatore Crippa                              |
| 1940    | Gino Bartali                                  | Osvaldo Bailo                                 | Cino Cinelli                                  |
| 1941    | Mario Ricci                                   | Cino Cinelli                                  | Severino Canavesi                             |
| 1942    | Aldo Bini                                     | Gino Bartali                                  | Quirino Toccaceli                             |
| 1943-44 | Sospesa a causa della seconda guerra mondiale | Sospesa a causa della seconda guerra mondiale | Sospesa a causa della seconda guerra mondiale |
| 1945    | Mario Ricci                                   | Aldo Bini                                     | Gino Bartali                                  |
| 1946    | Fausto Coppi                                  | Luigi Casola                                  | Michele Motta                                 |
| 1947    | Fausto Coppi                                  | Gino Bartali                                  | Italo De Zan                                  |
| 1948    | Fausto Coppi                                  | Adolfo Leoni                                  | Fritz Schär                                   |
| 1949    | Fausto Coppi                                  | Ferdi Kübler                                  | Nedo Logli                                    |
| 1950    | Renzo Soldani                                 | Antonio Bevilacqua                            | Fausto Coppi                                  |
| 1951    | Louison Bobet                                 | Giuseppe Minardi                              | Fausto Coppi                                  |
| 1952    | Giuseppe Minardi                              | Nino Defilippis                               | Arrigo Padovan                                |
| 1953    | Bruno Landi                                   | Pino Cerami                                   | Pierre Molinéris                              |
| 1954    | Fausto Coppi                                  | Fiorenzo Magni                                | Mino De Rossi                                 |
| 1955    | Cleto Maule                                   | Fred De Bruyne                                | Angelo Conterno                               |
| 1956    | André Darrigade                               | Fausto Coppi                                  | Fiorenzo Magni                                |
| 1957    | Diego Ronchini                                | Bruno Monti                                   | Aurelio Cestari                               |
| 1958    | Nino Defilippis                               | Miguel Poblet                                 | Michel Van Aerde                              |
| 1959    | Rik Van Looy                                  | Willy Vannitsen                               | Miguel Poblet                                 |
| 1960    | Emile Daems                                   | Diego Ronchini                                | Marino Fontana                                |
| 1961    | Vito Taccone                                  | Imerio Massignan                              | Renzo Fontona                                 |
| 1962    | Jo de Roo                                     | Livio Trapè                                   | Alcide Cerato                                 |
| 1963    | Jo de Roo                                     | Adriano Durante                               | Michele Dancelli                              |
| 1964    | Gianni Motta                                  | Carmine Preziosi                              | Jos Hoevenaers                                |
| 1965    | Tom Simpson                                   | Gerben Karstens                               | Jean Stablinski                               |
| 1966    | Felice Gimondi                                | Eddy Merckx                                   | Raymond Poulidor                              |
| 1967    | Franco Bitossi                                | Felice Gimondi                                | Raymond Poulidor                              |
| 1968    | Herman Van Springel                           | Franco Bitossi                                | Eddy Merckx                                   |
| 1969    | Jean-Pierre Monseré                           | Herman Van Springel                           | Franco Bitossi                                |
| 1970    | Franco Bitossi                                | Felice Gimondi                                | Gianni Motta                                  |
| 1971    | Eddy Merckx                                   | Franco Bitossi                                | Frans Verbeeck                                |
| 1972    | Eddy Merckx                                   | Cyrille Guimard                               | Felice Gimondi                                |
| 1973    | Felice Gimondi                                | Roger De Vlaeminck                            | Herman Van Springel                           |
| 1974    | Roger De Vlaeminck                            | Eddy Merckx                                   | Costantino Conti                              |
| 1975    | Francesco Moser                               | Enrico Paolini                                | Alfredo Chinetti                              |
| 1976    | Roger De Vlaeminck                            | Bernard Thévenet                              | Wladimiro Panizza                             |
| 1977    | Gianbattista Baronchelli                      | Jean-Luc Vandenbroucke                        | Franco Bitossi                                |
| 1978    | Francesco Moser                               | Bernt Johansson                               | Bernard Hinault                               |
| 1979    | Bernard Hinault                               | Silvano Contini                               | Giovanni Battaglin                            |
| 1980    | Alfons De Wolf                                | Alfredo Chinetti                              | Ludo Peeters                                  |
| 1981    | Hennie Kuiper                                 | Moreno Argentin                               | Alfredo Chinetti                              |
| 1982    | Giuseppe Saronni                              | Pascal Jules                                  | Francesco Moser                               |
| 1983    | Sean Kelly                                    | Greg LeMond                                   | Adrie van der Poel                            |
| 1984    | Bernard Hinault                               | Ludo Peeters                                  | Teun van Vliet                                |
| 1985    | Sean Kelly                                    | Adrie van der Poel                            | Charly Mottet                                 |
| 1986    | Gianbattista Baronchelli                      | Sean Kelly                                    | Phil Anderson                                 |
| 1987    | Moreno Argentin                               | Eric Van Lancker                              | Marc Madiot                                   |
| 1988    | Charly Mottet                                 | Gianni Bugno                                  | Marino Lejarreta                              |
| 1989    | Tony Rominger                                 | Gilles Delion                                 | Luc Roosen                                    |
| 1990    | Gilles Delion                                 | Pascal Richard                                | Charly Mottet                                 |
| 1991    | Sean Kelly                                    | Martial Gayant                                | Franco Ballerini                              |
| 1992    | Tony Rominger                                 | Claudio Chiappucci                            | Davide Cassani                                |
| 1993    | Pascal Richard                                | Giorgio Furlan                                | Maximilian Sciandri                           |
| 1994    | Vladislav Bobrik                              | Claudio Chiappucci                            | Pascal Richard                                |
| 1995    | Gianni Faresin                                | Daniele Nardello                              | Michele Bartoli                               |
| 1996    | Andrea Tafi                                   | Fabian Jeker                                  | Axel Merckx                                   |
| 1997    | Laurent Jalabert                              | Paolo Lanfranchi                              | Francesco Casagrande                          |
| 1998    | Oscar Camenzind                               | Michael Boogerd                               | Felice Puttini                                |
| 1999    | Mirko Celestino                               | Danilo Di Luca                                | Eddy Mazzoleni                                |
| 2000    | Raimondas Rumšas                              | Francesco Casagrande                          | Niklas Axelsson                               |
| 2001    | Danilo Di Luca                                | Giuliano Figueras                             | Michael Boogerd                               |
| 2002    | Michele Bartoli                               | Davide Rebellin                               | Oscar Camenzind                               |
| 2003    | Michele Bartoli                               | Angelo Lopeboselli                            | Dario Frigo                                   |
| 2004    | Damiano Cunego                                | Michael Boogerd                               | Ivan Basso                                    |
| 2005    | Paolo Bettini                                 | Gilberto Simoni                               | Fränk Schleck                                 |
| 2006    | Paolo Bettini                                 | Samuel Sánchez                                | Fabian Wegmann                                |
| 2007    | Damiano Cunego                                | Riccardo Riccò                                | Samuel Sánchez                                |
| 2008    | Damiano Cunego                                | Janez Brajkovič                               | Rigoberto Urán                                |
| 2009    | Philippe Gilbert                              | Samuel Sánchez                                | Aleksandr Kolobnev                            |
| 2010    | Philippe Gilbert                              | Michele Scarponi                              | Pablo Lastras                                 |
| 2011    | Oliver Zaugg                                  | Daniel Martin                                 | Joaquim Rodríguez                             |
| 2012    | Joaquim Rodríguez                             | Samuel Sánchez                                | Rigoberto Urán                                |
| 2013    | Joaquim Rodríguez                             | Alejandro Valverde                            | Rafał Majka                                   |
| 2014    | Daniel Martin                                 | Alejandro Valverde                            | Rui Costa                                     |
| 2015    | Vincenzo Nibali                               | Daniel Moreno                                 | Thibaut Pinot                                 |
| 2016    | Esteban Chaves                                | Diego Rosa                                    | Rigoberto Urán                                |
| 2017    | Vincenzo Nibali                               | Julian Alaphilippe                            | Gianni Moscon                                 |
| 2018    | Thibaut Pinot                                 | Vincenzo Nibali                               | Dylan Teuns                                   |
| 2019    | Bauke Mollema                                 | Alejandro Valverde                            | Egan Bernal                                   |
| 2020    | Jakob Fuglsang                                | George Bennett                                | Aleksandr Vlasov                              |
| 2021    | Tadej Pogačar                                 | Fausto Masnada                                | Adam Yates                                    |
| 2022    | Tadej Pogačar                                 | Enric Mas                                     | Mikel Landa                                   |
| 2023    | Tadej Pogačar                                 | Andrea Bagioli                                | Primož Roglič                                 |
| 2024    | Tadej Pogačar                                 | Remco Evenepoel                               | Giulio Ciccone                                |

## Statistiche

### Vittorie per nazione
Aggiornato al 2024.
| Pos. | Nazione       | Vittorie |
| ---- | ------------- | -------- |
| 1    | Italia        | 69       |
| 2    | Belgio        | 12       |
| 2    | Francia       | 12       |
| 4    | Svizzera      | 5        |
| 5    | Irlanda       | 4        |
| 5    | Paesi Bassi   | 4        |
| 5    | Slovenia      | 4        |
| 8    | Spagna        | 2        |
| 9    | Colombia      | 1        |
| 9    | Lituania      | 1        |
| 9    | Lussemburgo   | 1        |
| 9    | Gran Bretagna | 1        |
| 9    | Russia        | 1        |
| 9    | Danimarca     | 1        |

### Plurivincitori
Un solo corridore ha ottenuto cinque successi:
- Fausto Coppi nel 1946, 1947, 1948, 1949 e 1954.

Due corridori hanno ottenuto quattro vittorie:
- Alfredo Binda nel 1925, 1926, 1927 e 1931.
- Tadej Pogačar nel 2021, 2022, 2023 e 2024.

Sei corridori hanno ottenuto tre successi:
- Henri Pélissier nel 1911, 1913 e 1920;
- Costante Girardengo nel 1919, 1921 e 1922;
- Gaetano Belloni nel 1915, 1918 e 1928;
- Gino Bartali nel 1936, 1939 e 1940;
- Sean Kelly nel 1983, 1985 e 1991;
- Damiano Cunego nel 2004, 2007 e 2008.

Diciotto corridori hanno ottenuto due vittorie:
- Giovanni Brunero nel 1923 e 1924;
- Aldo Bini nel 1937 e 1942;
- Mario Ricci nel 1941 e 1945;
- Jo de Roo nel 1962 e 1963;
- Franco Bitossi nel 1967 e 1970;
- Eddy Merckx nel 1971 e 1972;
- Felice Gimondi nel 1966 e 1973;
- Roger De Vlaeminck nel 1974 e 1976;
- Francesco Moser nel 1975 e 1978;
- Bernard Hinault nel 1979 e 1984;
- Gianbattista Baronchelli nel 1977 e 1986;
- Tony Rominger nel 1989 e 1992;
- Michele Bartoli nel 2002 e 2003;
- Paolo Bettini nel 2005 e 2006;
- Philippe Gilbert nel 2009 e 2010;
- Joaquim Rodríguez nel 2012 e 2013;
- Vincenzo Nibali nel 2015 e 2017.